# In a Little Spanish Town
In a Little Spanish Town – kompilacyjny album muzyczny autorstwa Binga Crosby’ego zawierający utwory o tematyce latynoamerykańskiej wydany w 1958 roku przez wytwórnię Decca Records. Na tym albumie znalazło się kilka utworów pochodzących z albumu El Bingo – A Collection of Latin American Favorites z 1947 roku.

## Lista utworów
| Nr | Tytuł                      | Rok nagrania |
| A1 | „Siboney”                  | 1946         |
| A2 | „Hasta Manana”             | 1945         |
| A3 | „You Belong To My Heart”   | 1945         |
| A4 | „Baia”                     | 1945         |
| A5 | „Quizas, Quizas, Quizas”   | 1951         |
| A6 | „Granada”                  | 1951         |
| B1 | „In a Little Spanish Town” | 1956         |
| B2 | „Vaya Con Dios”            | 1953         |
| B3 | „Amor”                     | 1944         |
| B4 | „No Te Importa Saber”      | 1941         |
| B5 | „Flores Negras”            | 1941         |
| B6 | „Alla En El Rancho Grande” | 1939         |